# Plusmarques del Campionat Mundial d'Atletisme en Pista Coberta
Les plusmarques del campionat mundial d'atletisme en pista coberta són les millors marques que han estat establertes en les diferents categories del Campionat Mundial d'Atletisme en Pista Coberta. Aquesta és una competició atlètica que té lloc cada dos anys i que reuneix als millors atletes del món en una pista coberta. Els atletes competeixen en una sèrie d'esdeveniments que inclouen curses de velocitat, salt, llançament i obstacles. Els campionats mundials de pista coberta van ser creades per la Federació Internacional d'Atletisme (IAAF) l'any 1985 i des de llavors s'han celebrat en diferents ciutats del món.

## Plusmarques

### Masculí
| Prova             | Marca    | Atleta                                                     | País                 | Data       | Edició | Lloc       |
| ----------------- | -------- | ---------------------------------------------------------- | -------------------- | ---------- | ------ | ---------- |
| 60 m              | 6,37 s   | Christian Coleman                                          | Estats Units (USA)   | 3/03/2018  | XVII   | Birmingham |
| 200 m             | 20,10 s  | Frank Fredericks                                           | Namíbia (NAM)        | 6/03/1999  | VII    | Maebashi   |
| 400 m             | 45,11 s  | Nery Brenes                                                | Costa Rica (CRC)     | 10/03/2012 | XIV    | Istanbul   |
| 800 m             | 1:42,67  | Wilson Kipketer                                            | Dinamarca (DEN)      | 9/03/1997  | VI     | París      |
| 1500 m            | 3:33,77  | Haile Gebrselassie                                         | Etiòpia (ETH)        | 7/03/1999  | VII    | Maebashi   |
| 3000 m            | 7:34,71  | Haile Gebrselassie                                         | Etiòpia (ETH)        | 9/03/1997  | VI     | París      |
| 60 m tanques      | 7,34 s   | Dayron Robles                                              | Cuba (CUB)           | 14/03/2010 | XIII   | Doha       |
| Salt d'alçada     | 2,43 m   | Javier Sotomayor                                           | Cuba (CUB)           | 4/03/1989  | II     | Budapest   |
| Salt amb perxa    | 6,02 m   | Renaud Lavillenie                                          | França (FRA)         | 17/03/2016 | XVI    | Portland   |
| Salt de longitud  | 8,62 m   | Ivan Pedroso                                               | Cuba (CUB)           | 7/03/1999  | VII    | Maebashi   |
| Triple salt       | 17,90 m  | Teddy Tamgho                                               | França (FRA)         | 14/03/2010 | XIII   | Doha       |
| Llançament de pes | 22,31 m  | Tomas Walsh                                                | Nova Zelanda (NZL)   | 3/03/2018  | XVII   | Birmingham |
| Heptatló          | 6645 pts | Ashton Eaton                                               | Estats Units (USA)   | 10/03/2012 | XIV    | Istanbul   |
| 5000 m Marxa      | 18:23,55 | Mikaïl Sxennikov                                           | Unió Soviètica (URS) | 10/03/1991 | III    | Sevilla    |
| 4×400 m           | 3:01,77  | Karol Zalewski Rafał Omelko Łukasz Krawczuk Jakub Krzewina | Polònia (POL)        | 4/03/2018  | XVII   | Birmingham |

### Femení
| Prova             | Marca    | Atleta                                                        | País                | Data       | Edició | Lloc         |
| ----------------- | -------- | ------------------------------------------------------------- | ------------------- | ---------- | ------ | ------------ |
| 60 m              | 6,95 s   | Gail Devers                                                   | Estats Units (USA)  | 12/03/1993 | IV     | Toronto      |
| 200 m             | 22,15 s  | Irina Privalova                                               | Rússia (RUS)        | 14/03/1993 | IV     | Toronto      |
| 400 m             | 50,04 s  | Olesia Krasnomovets                                           | Rússia (USA)        | 12/03/2006 | XI     | Moscou       |
| 800 m             | 1:56,90  | Ludmila Formanová                                             | Txèquia (CZE)       | 7/03/1999  | VII    | Maebashi     |
| 1500 m            | 3:59,75  | Gelete Burka                                                  | Etiòpia (ETH)       | 9/03/2008  | XII    | València     |
| 3000 m            | 8:33,82  | Elly van Hulst                                                | Països Baixos (NED) | 4/03/1989  | II     | Budapest     |
| 60 m tanques      | 7,70 s   | Kendra Harrison                                               | Estats Units (USA)  | 3/03/2018  | XVII   | Birmingham   |
| Salt d'alçada     | 2,05 m   | Stefka Kostadínova                                            | Bulgària (BUL)      | 8/03/1987  | I      | Indianapolis |
| Salt amb perxa    | 4,95 m   | Sandi Morris                                                  | Estats Units (USA)  | 3/03/2018  | XVII   | Birmingham   |
| Salt de longitud  | 7,23 m   | Brittney Reese                                                | Estats Units (USA)  | 11/03/2012 | XIV    | Istanbul     |
| Triple salt       | 15,36 m  | Tatyana Lebedeva                                              | Rússia (RUS)        | 6/03/2004  | X      | Budapest     |
| Llançament de pes | 20,67 m  | Valerie Adams                                                 | Nova Zelanda (NZL)  | 8/03/2014  | XV     | Sopot        |
| Pentatló          | 5013 pts | Natallia Dobrynska                                            | Ucraïna (UKR)       | 9/03/2012  | XIV    | Istanbul     |
| 4×400 m           | 3:23,85  | Quanera Hayes Georganne Moline Shakima Wimbley Courtney Okolo | Estats Units (USA)  | 4/03/2018  | XVII   | Birmingham   |

 Rècord mundial vigent per a proves en pista coberta.